# 萊巴嫩鎮區 (密蘇里州拉克利德縣)
萊巴嫩鎮區（英語：Lebanon Township）是位於美國密蘇里州拉克利德縣的一個行政鎮區。

## 地方資料
萊巴嫩鎮區的面積為148.77平方千米，當中陸地面積為148.01平方千米，而水域面積為0.75平方千米。根據2020年美國人口普查的數據，當地共有人口19,441人，而人口密度為每平方千米130.68人。